# Хълмът Уотършип
 Тази статия е за романа.  За филма вижте Хълмът Уотършип (филм).  
„Хълмът Уотършип“ (на английски: Watership Down) е първият и най-успешен роман на британския писател Ричард Адамс. Написан е през 1972 година и жанрово се определя като героично фентъзи, в което героите са няколко общества от зайци, представени със своя бит, култура, език и митология.
През 1996 година Адамс публикува продължението „Tales from Watership Down“ („Приказки от Хълма Уотършип“), което представлява сборник от 19 разказа, в които биват доразвити темите от заешката митология, както и историята на зайците от селището на хълма Уотършип.
Книгата е издадена на български през 2008 година, в превод на Илиян Желязков. Приложена е карта на местностите, описани в текста, както и таблица на съответствията между имената на героите, преведени на български, и техния английски оригинал. Повечето от тези имена са свързани с наименованията на цветя и растения, напр. Леско (Hazel).

## История на романа
Историята в основата на романа се заражда спонтанно в средата на 1960-те години, по време на една екскурзия с кола, която Адамс предприема с двете си дъщери Джулиет и Розамонд до Стратфорд на Ейвън. Поводът е постановка на пиесата „Дванадесета нощ“, в която участва Джуди Денч. Двете деца са толкова впечатлени от историята, че настояват баща им да напише цялата книга. Адамс, който към този момент е чиновник в Министерството на земеделието и околната среда, може да отделя само вечерите си на това занимание. Завършва книгата след 18 месеца, но среща трудности в намирането на издател: романът е отхвърлен общо 13 пъти преди да бъде приет за печат от малкото издателство Rex Collings през ноември 1972 година. Издателят не предлага на Адамс авансово заплащане, но се погрижва да разпрати копия от книгата за рецензия. Така тя пожънва голям успех и печели медала „Карнеги“ през 1972 година и наградата на вестник „Гардиън“ за детска литература през 1973 година. През 1974 година Адамс се оттегля от държавната служба и се отдава на писателската си кариера.
Романът „Хълмът Уотършип“ е частично базиран на изследването на британския естествоизпитател Роналд Локли „The Private Life of the Rabbit“ („Частният живот на заека“, 1964). По-късно двамата се сприятеляват и участват заедно в експедиция до Антарктика, довела до написването на съвместния им пътепис „Voyage Through the Antarctic“ („Пътуване през Антарктика“), издаден през 1982 година.
При допитването „Голямото четене“, проведено през 2003 година във Великобритания, книгата заема 42-ро място в класацията на най-обичаните романи на всички времена.

## Сюжет
Внимание:  Текстът по-долу разкрива сюжета на произведението (или части от него)!
В заешкото селище в Сендълфорд младият заек Петко (Fiver) получава страховито видение за предстоящото унищожение на местността от хората, които са планирали да построят на това място луксозни модерни жилища. Когато той и брат му Леско (Hazel) не успяват да убедят началника си от заешката стража (аусла, owsla) в нуждата от спешна евакуация, двамата организират бягство заедно с малка група други зайци в търсене на нов дом. Странстващата група се оказва под ръководството на Леско, дотогава незначителен член на заешкото селище, а единствените по-силни зайци сред тях са Голям Перчем (Bigwig) и Сребърен Блясък (Silver).
Групата трябва да се справи с много трудности по пътя си, но никоя от тях не е толкова опасна, колкото срещата им със заешкото селище на Игликата (Cowslip). Бегълците попадат на привидно благоденстваща заешка колония, радваща се на изобилие от храна и защита от хищници и човеци. Петко обаче дълбоко в себе си таи подозрение към това заешко общество, което презира традиционните за зайците притчи за Ел-Ахрейра и почита само своята сълзливо-сантиментална фаталистична поезия. За членовете на колонията от Сендълфорд, трикстерът Ел-Ахрейра, чието име означава „Принцът с хилядата врагове“, е събирателен образ за всичко, което един заек би искал да бъде: умен, хитър, неуловим, и предан на своето селище. Когато Петко се опитва да избяга, Голям Перчем открива истината за ужасната тайна за селището на Игликата: то е ферма за зайци, дело на човеците, в която зайците наистина получават наготово храна и защита, но само за да бъдат уловени накрая в някой от множеството смъртоносни капани на хората. След като помага на Голям Перчем да се спаси от един такъв капан, Петко убеждава спътниците си час по-скоро да напуснат това място и от този момент нататък всички вече безпрекословно се вслушват в съветите му.
Виденията на Петко вещаят, че заешката група ще открие безопасно място, в което да се засели, и това място се оказва хълмът Уотършип. Скоро към тях се присъединяват Синчеца (Bluebell) и Капитан Зеленика (Captain Holly) от селището в Сендълфорд, които разкриват, че то действително е било напълно унищожено от хората скоро след бягството на Петко, Леско и другите.
Въпреки че хълмът Уотършип е спокойно място за живот, Леско осъзнава, че в групата им няма зайки, което застрашава бъдещето на новата колония. С помощта на чайката Киа (Kehaar), той и приятелите му узнават за друго селище, Ефрафа, разположено недалеч, което е пренаселено и пълно с женски зайци. Леско изпраща малка мисия до Ефрафа и докато я чака да се завърне, успешно атакува близката ферма Нътхенгър и извежда от човешки плен група питомни зайци, между които и две женски. Когато пратениците едва успяват да се завърнат у дома, Леско и неговите приятели узнават, че Ефрафа е селище, управлявано от деспотичния генерал Ранилист (General Woundwort). Докато са там обаче, зайците от хълма Уотършип установяват контакт със зайката Хайзънтлей (Блестяща като роса, Hyzenthlay), която уговаря и други свои посестрими да избягат от тиранията в Ефрафа. Леско и Голям Перчем разработват план за освобождение на групата зайци от Ефрафа, но скоро се оказват атакувани от ауслата на генерал Ранилист. Благодарение на своята смелост, лоялност и изобретателност, както и на помощта от Киа и други полски животни, които са техни приятели, зайците от хълма Уотършип побеждават воините на Ранилист и заживяват спокоен живот.

## Герои
| Имена в българския превод                           | Имена в английския оригинал                                      | Произход                                                          |
| --------------------------------------------------- | ---------------------------------------------------------------- | ----------------------------------------------------------------- |
| Бартсия                                             | Bartsia                                                          | Язовка (Bartsia)                                                  |
| Боровите Иглички                                    | Pine-needles                                                     | Бор (Pinus)                                                       |
| Великденчето                                        | Speedwell                                                        | Великденче (Veronica)                                             |
| Вилтурил                                            | Vilthuril                                                        | —                                                                 |
| Вирнатото Носле                                     | Nose-in-the-Air                                                  | —                                                                 |
| Вълшебното Куче                                     | Fairy Wogdog                                                     | —                                                                 |
| Върбата                                             | Willow                                                           | Върба (Salix)                                                     |
| Върбинката                                          | Vervain                                                          | Върбинка (Verbena officinalis L.)                                 |
| Ранилист, генерал                                   | Woundwort, General                                               | Ранилист (Stachys)                                                |
| Глухарчето                                          | Dandelion                                                        | Глухарче (Taraxacum)                                              |
| Голям Перчем (Тлайли)                               | Bigwig (Thlayli)                                                 | —                                                                 |
| Гръмотевицата                                       | Thunder                                                          | гръмотевица                                                       |
| Детелина                                            | Clover                                                           | Детелина                                                          |
| Ел-Ахрейра (Елил-Храир-Ра, принца с хиляда врагове) | El-ahrairah (Elil-Hrair-Rah, The Prince with a Thousand Enemies) | —                                                                 |
| Жълтурчето                                          | Celandine                                                        | Жълтурче (Taraxacum)                                              |
| Жълъда                                              | Acorn                                                            | жълъд                                                             |
| Заешките Уши                                        | Scabious                                                         | Скабиоза (заешки уши, Scabiosa)                                   |
| Зайофейкал                                          | Rabscuttle                                                       | —                                                                 |
| Златния Дъжд                                        | Laburnum                                                         | Жълта акация (златен дъжд, лабурнум, Laburnum )                   |
| Зърнастеца                                          | Buckthorn                                                        | Зърнастец (Rhamnus)                                               |
| Игликата                                            | Cowslip                                                          | Лечебна иглика (Primula veris)                                    |
| Йона (таралеж)                                      | Yona the hedgehog                                                | —                                                                 |
| Върболист, капитан                                  | Loosestrife, Captain                                             | Блатия (върболист, Lythrum)                                       |
| Еспарзета, капитан                                  | Sainfoin, Captain                                                | Еспарзета (Onobrychis)                                            |
| Зеленика, капитан                                   | Holly, Captain                                                   | Илекс (бодлива зеленика, джел, кошличар, самодивски чимшир, Ilex) |
| Кемпиън (Пукащия), капитан                          | Campion, Captain                                                 | Плюскавиче (Silene)                                               |
| Кервил (кервел, шушан), капитан                     | Chervil, Captain                                                 | Див керевиз (кервел, азмацуг, Anthriscus cerefolium)              |
| Паче Гнездо, капитан                                | Bugloss, Captain                                                 | Паче гнездо (Anchusa officinalis)                                 |
| Салеп, капитан                                      | Orchis, Captain                                                  | Салеп (Orchis)                                                    |
| Синап, капитан                                      | Charlock, Captain                                                | Полски синап (Sinapis arvensis)                                   |
| Слез, капитан                                       | Mallow, Captain                                                  | Слез (Malva sylvestris)                                           |
| Киа                                                 | Kehaar                                                           | —                                                                 |
| Крал Дарзин                                         | King Darzin                                                      | —                                                                 |
| Крепис                                              | Hawkbit                                                          | Жълтица (Leontodon)                                               |
| Кръстовчето                                         | Groundsel                                                        | Кръстец (спореж, Senecio vulgaris)                                |
| Къпината                                            | Blackberry                                                       | Къпина (Rubus)                                                    |
| Лавър                                               | Laurel                                                           | Лавър (Laurus nobilis)                                            |
| Лайкучка                                            | Feverfew                                                         | Tanacetum parthenium                                              |
| Ленивчето                                           | Moneywort                                                        | Кръглолистно ленивче (Lysimachia nummularia)                      |
| Леско                                               | Hazel                                                            | Леска (Corylus)                                                   |
| Луличката                                           | Toadflax                                                         | Луличка (коминче, Linaria vulgaris)                               |
| Лютичето                                            | Butterbur                                                        | Чобанка (Petasites)                                               |
| Магарешкият Бодил                                   | Thistle                                                          | Магарешки бодил (Carduus)                                         |
| Младият Заешки Уши                                  | Young Scabious                                                   | Скабиоза (заешки уши, Scabiosa)                                   |
| Младият Триар                                       | Young Threar                                                     | —                                                                 |
| Нилдро-хаин (Косова песен)                          | Nildro-hain (song of the blackbird)                              | Кос                                                               |
| Нелтилта                                            | Nelthilta                                                        | —                                                                 |
| Нощна Сянка                                         | Nightshade                                                       | Кучешко грозде (Solanum)                                          |
| Огнивчето                                           | Pimpernel                                                        | Огнивче (Anagallis)                                               |
| Омайничето                                          | Avens                                                            | Омайниче (Geum)                                                   |
| Орехчо (име, с което Триара погрешно нарича Леско)  | Walnut                                                           | Орех (Juglans)                                                    |
| Очеболеца                                           | Silverweed                                                       | Сребролист очеболец (Potentilla argentea, Argentina anserina)     |
| Петко                                               | Fiver                                                            | 5 (число)                                                         |
| Принц Дъга                                          | Prince Rainbow                                                   | дъга                                                              |
| Ранилист, (лечебен)                                 | Betony                                                           | Ранилист (Stachys)                                                |
| Ригана                                              | Marjoram                                                         | Майорана (Origanum majorana)                                      |
| Роузби Джаф                                         | Rousby Woof                                                      | —                                                                 |
| Сенка                                               | Haystack                                                         | сено                                                              |
| Синчеца                                             | Bluebell                                                         | Зюмбюл (Hyacinthoides)                                            |
| Снежинко                                            | Snowdrop                                                         | снежинка                                                          |
| Спорежа                                             | Ragwort                                                          | Спореж (Senecio)                                                  |
| Сребърен Блясък                                     | Silver                                                           | сребро                                                            |
| Съдинката (Хлао-ру)                                 | Pipkin (Hlao-roo)                                                | —                                                                 |
| Тетутинанг (движещи се листа)                       | Thethuthinang (Movement-of-leaves)                               | —                                                                 |
| Трейонлоза                                          | Thrayonlosa                                                      | —                                                                 |
| Триара (лорд Калиново Дърво)                        | Threarah, The (Lord Rowan Tree)                                  | Калина (Sorbus)                                                   |
| Фиорин                                              | Fiorin                                                           | Полевица (Agrostis)                                               |
| Фрит                                                | Frith                                                            | —                                                                 |
| Хайзънтлей (Блестяща като роса)                     | Hyzenthlay (Shine-Dew-Fur)                                       | роса                                                              |
| Хеуок (фазан)                                       | Hawock the pheasant                                              | —                                                                 |
| Хуфса                                               | Hufsa                                                            | —                                                                 |
| Чемшира                                             | Boxwood                                                          | Чемшир (Buxus)                                                    |
| Черният Аварин                                      | Blackavar                                                        | —                                                                 |
| Черният заек от Инле                                | The Black Rabbit of Inlé                                         | —                                                                 |
| Шари (котката тигрова порода)                       | Tab (the tabby cat)                                              | Тигрова котка                                                     |
| Ягодата                                             | Strawberry                                                       | Ягода (Fragaria)                                                  |
| Ясена                                               | Ash                                                              | Ясен (Fraxinus)                                                   |

## Адаптации
В киното
През 1978 година Мартин Роузън прави анимационна адаптация на романа, озвучена от гласовете на Джон Хърт, Ричард Бриърс, Хари Андрюс, Найджъл Хоторн и Рей Киниър. Саундтракът към филма съдържа песента „Bright Eyes“, изпята от Арт Гарфънкъл, която става хит във Великобритания. Въпреки че сюжетът на филма следва основните моменти от сюжета на романа, някои странични епизоди са пропуснати. Филмът се радва на положително отношение от страна на критиката: получава номинация за наградата „Хюго“ за най-добра драматизация. Документалният филм на Канал 4 от 2006 година за стоте най-велики анимационни филма поставя анимацията „Хълмът Уотършип“ на 86-та позиция.
В телевизията
От 1999 до 2001 година, книгата е адаптирана и като анимационен телевизионен сериал, излъчен по телевизия CITV във Великобритания и по YTV в Канада. Сериалът съдържа общо 39 епизода, групирани в три сезона. Въпреки че продукцията е базирана на романа, като са запазени повечето герои и случки, особено в по-късните епизоди на сериала са включени някои напълно нови сюжетни линии и герои. През 2003 година вторият сезон на сериала е номиниран за наградата „Джемини“ за най-добър музикален съпровод на драматизация.
В театъра
През 2006 година романът е адаптиран в театрална пиеса, поставена на сцената на лондонския театър Lyric Hammersmith. Постановчик е Рона Мънроу, а режисьор Мели Стил.
В музиката
- Американското фолк рок трио America изпълнява песента, озаглавена „Watership Down“ в албума си Hideaway, издаден от Уорнър Брос. през април 1976 година. Музиката за песента е композирана от певеца и текстописец на групата, Джери Бекли, а текстовете косвено се отнасят до историята в романа.
- През 1977 година шведският прогресив рок музикант Бо Хансон издава инструменталния си албум „Music Inspired by Watership Down“ (в превод: „Музика, вдъхновена от Хълмът Уотършип“).
- Британската електронна група Ladytron заснема през 2008 година музикален клип към песента си „Ghosts“ от албума „Velocifero“, която съдържа множество препратки към романа на Ричард Адамс.
- Британската пост-хардкор група Fall of Efrafa е концептуална група, която записва трилогия от албуми базирани на митологията на Хълмът Уотършип. Трилогията е известна, като „The Warren of Snares“ и се състои от албумите „Owsla“ (2006), „Elil“ (2007) и „Inlé“ (2009). Групата, създадена с идеята да издаде трилогия, базирана на романа на Ричард Адамс, се разформирова след издаването на третата част.